# Sabahové

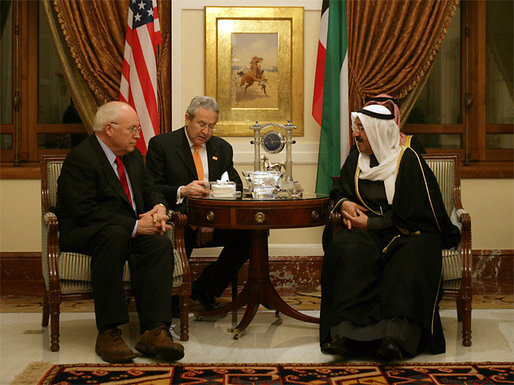
Emír Sabah al-Ahmad as-Sabah(vpravo) hlava dynastie Al Sabah

Sabahové nebo Al Sabah (آل صباح) je vládnoucí kuvajtská dynastie. Rod Sabahů migroval z Nadždu do Kuvajtu v 18. století. Kuvajtu vládnou od roku 1752, kdy byl zakladatel rodu Sabah I. ibn Džaber as-Sabah zvolen arabskými usedlíky jako první šejch Kuvajtu, aby jejich jménem hovořil s tureckými úřady, spravoval jejich věci a chránil jejich zájmy. Jako jediná dynastie na Arabském poloostrově nezískala moc „mečem“. Současnou hlavu rodu je od 16. prosince 2023 emír Mišal al-Ahmad al-Džábir as-Sabáh.
Sabahové mají jako dynastie jednou zajímavost a to že by se od roku 1917 střídají u vlády hlavní linie al-Džaber a vedlejší linie as-Salem, které založili synové šejka Mubaraka. Ovšem v poslední době vládnou po sobě již 2 emírové z linie al-Džaber. Také současný emír a nevlastní bratr bývalého emíra princ Nawáf al-Ahmad as-Sabah je z linie al-Džaber.

## Kuvajtští šejchové a emírové
- šejch Sabah I. ibn Džaber as-Sabah (1752–1762), zakladatel rodu
- šejch Abdalláh I. ibn Sabah as-Sabah (1762–1814)
- šejch Džaber I. ibn Abdalláh as-Sabah (1814–1859)
- šejch Sabah II. ibn Džaber as-Sabah (1859–1866)
- šejch Abdalláh II. ibn Sabah as-Sabah (1866–1892)
- šejch Muhammad ibn Sabah as-Sabah (1892–1896), zavražděn bratrem Mubarakem
- šejch Mubarak ibn Sabah as-Sabah (1896–1915)
- šejch Džaber II. al-Mubarak as-Sabah (1915–1917)
- šejch Salim Al-Mubarak Al-Sabah (1917–1921), zakladatel vedlejší linie: as-Salem as-Sabah
- šejch Ahmad al-Džaber as-Sabah (1921–1950)
- šejch Abdalláh III. as-Salem as-Sabah (1950–1965), z vedlejší linie: as-Salem as-Sabah
- emír Sabah III. as-Salem as-Sabah (1965–1977), z vedlejší linie: as-Salem as-Sabah
- emír Džaber III. al-Ahmad as-Sabah (1977–2006)
- emír Saad al-Abdalláh as-Sabah (2006–2006), zemřel v roce 2008
- emír Sabah al-Ahmad as-Sabah (2006–2020)
- emír Nawwáf al-Ahmad al-Džábir as-Sabáh (2020–2023)
- emír Mišal al-Ahmad al-Džábir as-Sabáh (2023–)